# Saint-Paul-Cap-de-Joux
Pour les articles homonymes, voir Saint-Paul.
Saint-Paul-Cap-de-Joux, connu sous la Révolution sous le nom d'Agout-Rousseau, est une commune française située dans le département du Tarn, en région Occitanie. Sur le plan historique et culturel, la commune est dans le Lauragais, l'ancien « Pays de Cocagne », lié à la fois à la culture du pastel et à l’abondance des productions, et de « grenier à blé du Languedoc ».
Exposée à un climat océanique altéré, elle est drainée par l'Agout, le ruisseau d'en Guibaud, Beral Den Alric, le ruisseau de la Calvétié et par divers autres petits cours d'eau. La commune possède un patrimoine naturel remarquable : un site Natura 2000 (Les « vallées du Tarn, de l'Aveyron, du Viaur, de l'Agout et du Gijou ») et une zone naturelle d'intérêt écologique, faunistique et floristique.
Saint-Paul-Cap-de-Joux est une commune rurale qui compte 1 060 habitants en 2022.  Ses habitants sont appelés les Saint-Paulais ou  Saint-Paulaises.

## Géographie

### Communes limitrophes
|          | Damiatte               | Serviès              |
| Teyssode | Saint-Paul-Cap-de-Joux | Guitalens-L'Albarède |
|          | Prades                 | Puylaurens           |

### Hydrographie
La commune est dans le bassin de la Garonne, au sein du bassin hydrographique Adour-Garonne. Elle est drainée par l'Agout, le ruisseau d'en Guibaud, Beral Den Alric, le ruisseau de la Calvétié, Rec de la Ricaudié, le ruisseau de Nauzials, le ruisseau de Scalibert, le ruisseau des Carmes et par divers petits cours d'eau, qui constituent un réseau hydrographique de 21 km de longueur totale,.
L'Agout, d'une longueur totale de 194,4 km, prend sa source dans la commune de Cambon-et-Salvergues et s'écoule d'est en ouest. Il traverse la commune et se jette dans le Tarn à Saint-Sulpice-la-Pointe, après avoir traversé 35 communes.
Le ruisseau d'en Guibaud, d'une longueur totale de 10,5 km, prend sa source dans la commune de Puylaurens et s'écoule vers le sud puis se réoriente vers le nord-ouest puis vers le nord-est. Il traverse la commune et se jette dans l'Agout sur le territoire communal, après avoir traversé 3 communes.

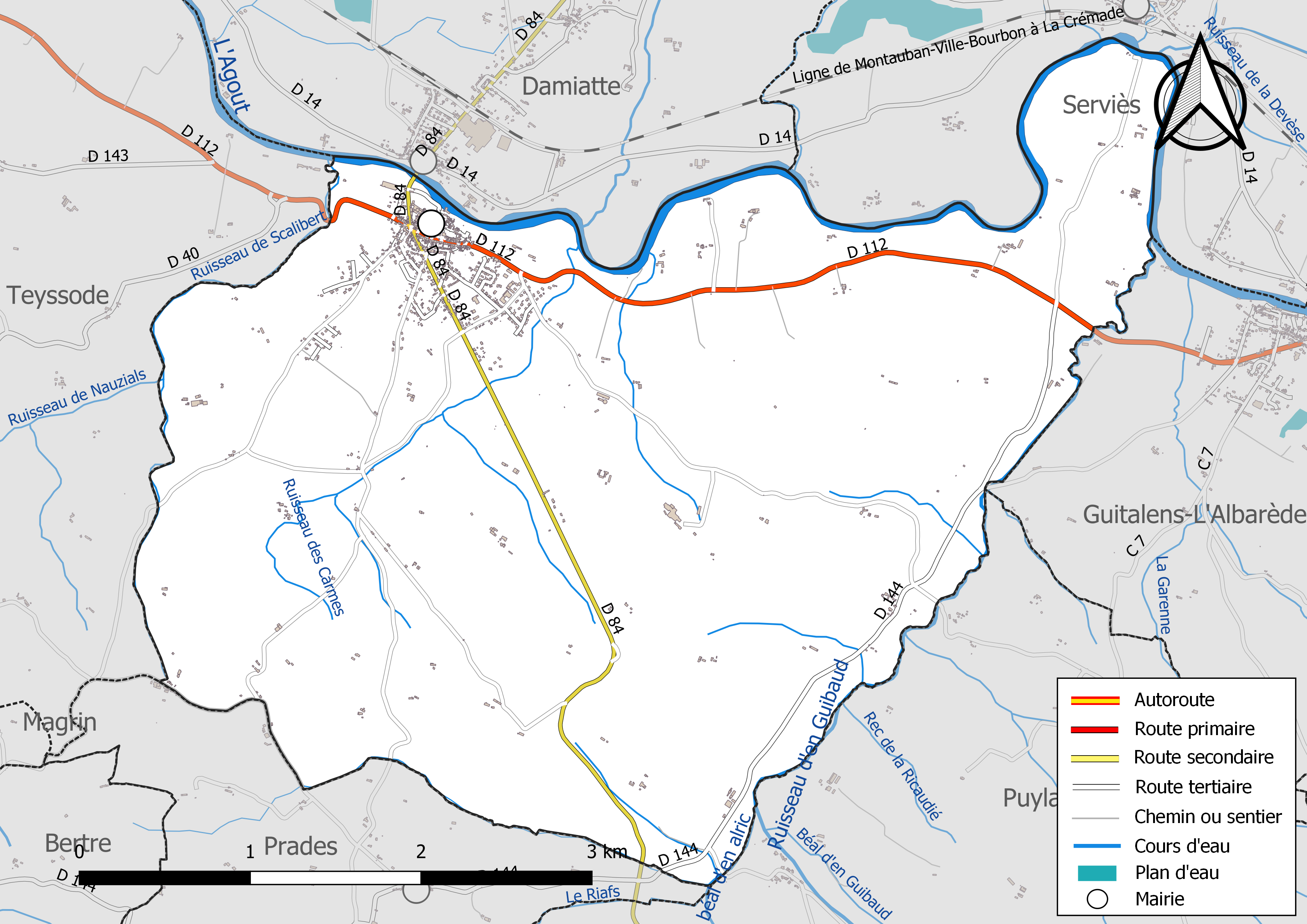
Réseaux hydrographique et routier de Saint-Paul-Cap-de-Joux.

### Climat
Pour des articles plus généraux, voir Climat de l'Occitanie et Climat du Tarn.
En 2010, le climat de la commune est de type climat du Bassin du Sud-Ouest, selon une étude du Centre national de la recherche scientifique s'appuyant sur une série de données couvrant la période 1971-2000. En 2020, Météo-France publie une typologie des climats de la France métropolitaine dans laquelle la commune est exposée à un climat océanique altéré et est dans la région climatique Aquitaine, Gascogne, caractérisée par une pluviométrie abondante au printemps, modérée en automne, un faible ensoleillement au printemps, un été chaud (19,5 °C), des vents faibles, des brouillards fréquents en automne et en hiver et des orages fréquents en été (15 à 20 jours).
Pour la période 1971-2000, la température annuelle moyenne est de 13,6 °C, avec une amplitude thermique annuelle de 15,8 °C. Le cumul annuel moyen de précipitations est de 726 mm, avec 9,1 jours de précipitations en janvier et 5,4 jours en juillet. Pour la période 1991-2020, la température moyenne annuelle observée sur la station météorologique de Météo-France la plus proche, « Puylaurens », sur la commune de Puylaurens à 9 km à vol d'oiseau, est de 14,4 °C et le cumul annuel moyen de précipitations est de 782,0 mm. 
La température maximale relevée sur cette station est de 42,5 °C, atteinte le 13 août 2003 ; la température minimale est de −16,5 °C, atteinte le 16 janvier 1985,,.
Les paramètres climatiques de la commune ont été estimés pour le milieu du siècle (2041-2070) selon différents scénarios d'émission de gaz à effet de serre à partir des nouvelles projections climatiques de référence DRIAS-2020. Ils sont consultables sur un site dédié publié par Météo-France en novembre 2022.

### Milieux naturels et biodiversité

#### Réseau Natura 2000

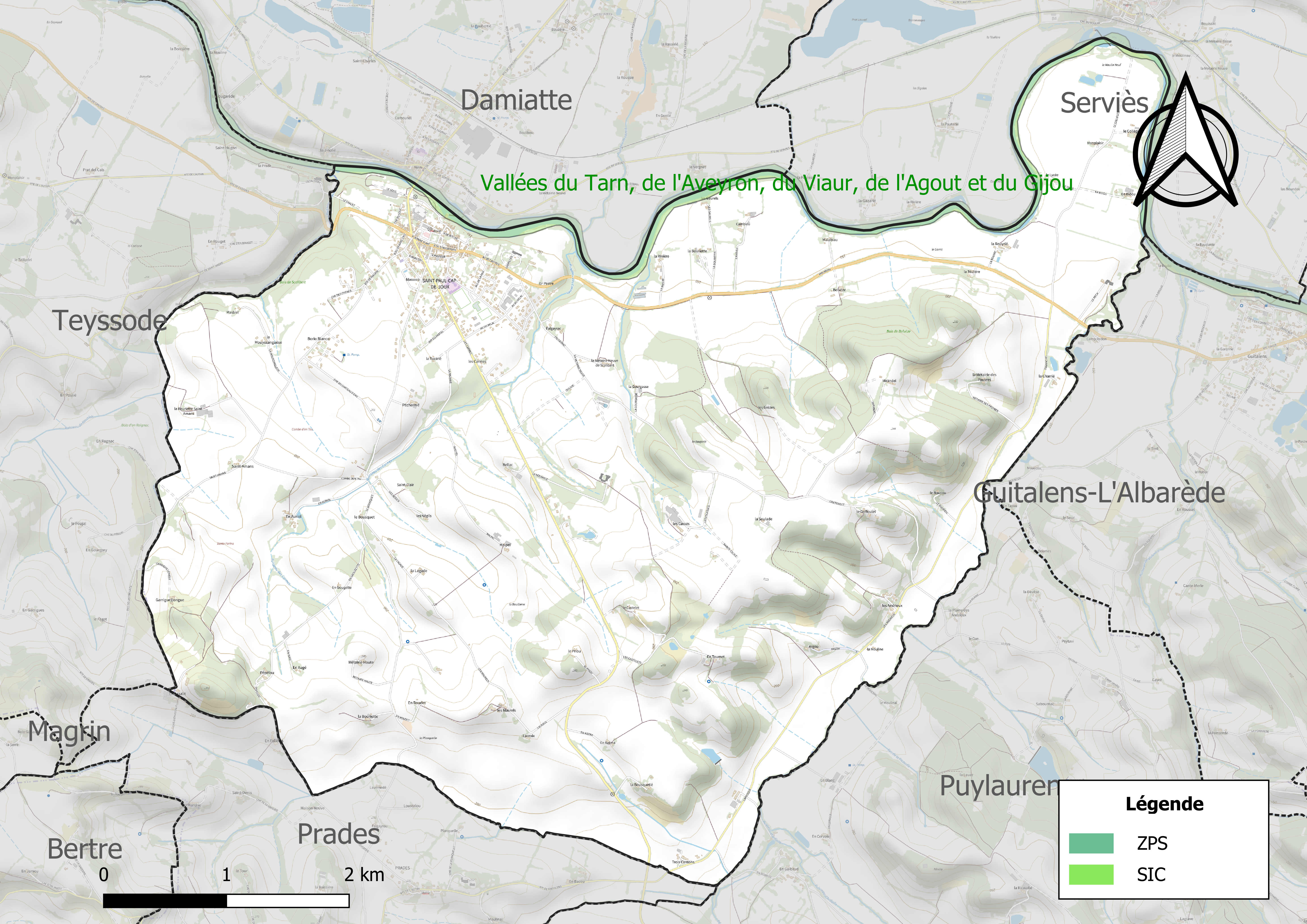
Site Natura 2000 sur le territoire communal.

Le réseau Natura 2000 est un réseau écologique européen de sites naturels d'intérêt écologique élaboré à partir des directives habitats et oiseaux, constitué de zones spéciales de conservation (ZSC) et de zones de protection spéciale (ZPS).
Un site Natura 2000 a été défini sur la commune au titre de la directive habitats : Les « vallées du Tarn, de l'Aveyron, du Viaur, de l'Agout et du Gijou », d'une superficie de 17 144 ha, s'étendant sur 136 communes dont 41 dans l'Aveyron, 8 en Haute-Garonne, 50 dans le Tarn et 37 dans le Tarn-et-Garonne. Elles présentent une très grande diversité d'habitats et d'espèces dans ce vaste réseau de cours d'eau et de gorges. La présence de la Loutre d'Europe et de la moule perlière d'eau douce est également d'un intérêt majeur.

#### Zones naturelles d'intérêt écologique, faunistique et floristique

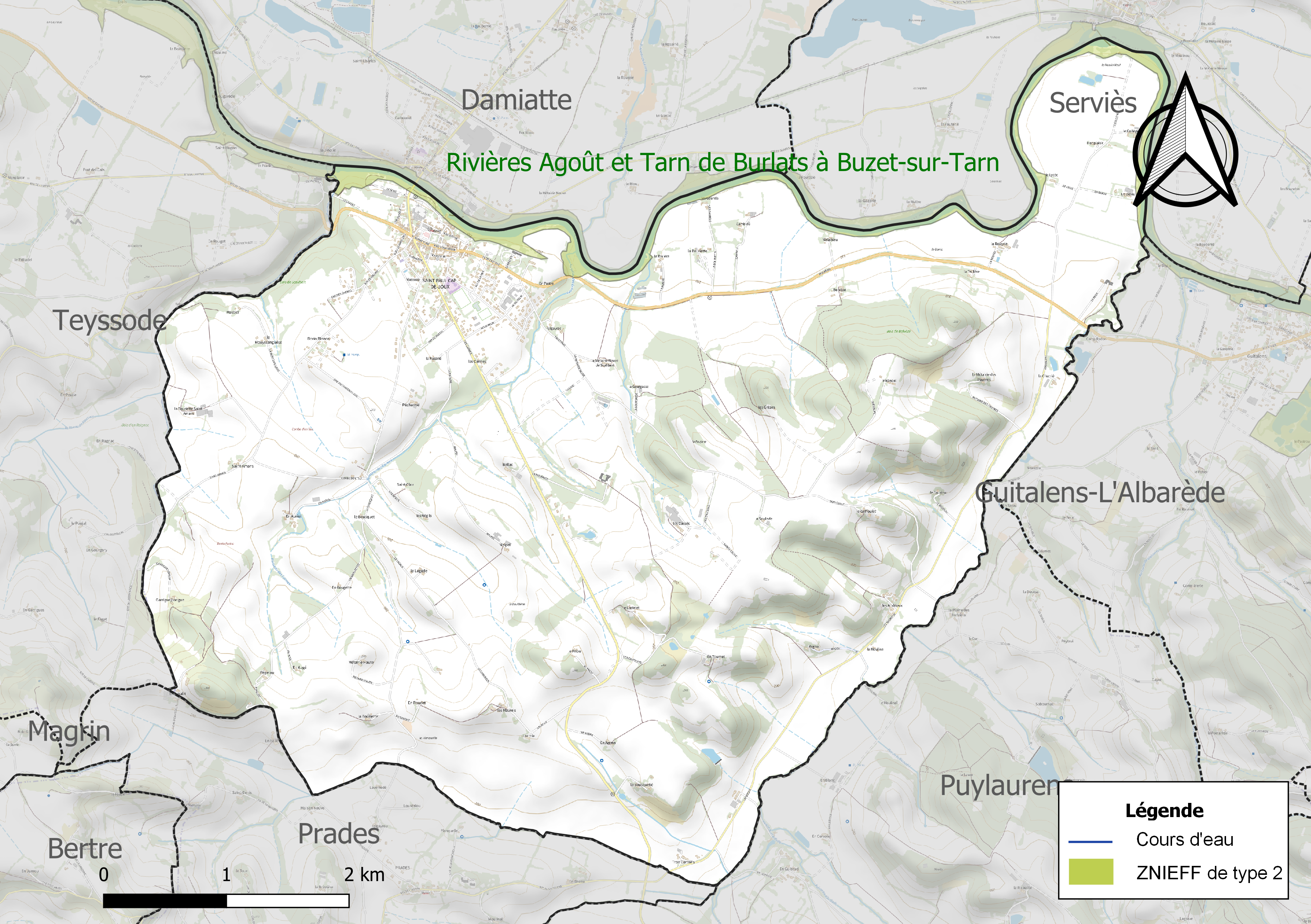
Carte de la ZNIEFF de type 2 localisée sur la commune.

L’inventaire des zones naturelles d'intérêt écologique, faunistique et floristique (ZNIEFF) a pour objectif de réaliser une couverture des zones les plus intéressantes sur le plan écologique, essentiellement dans la perspective d’améliorer la connaissance du patrimoine naturel national et de fournir aux différents décideurs un outil d’aide à la prise en compte de l’environnement dans l’aménagement du territoire.
Une ZNIEFF de type 2 est recensée sur la commune :
les « rivières Agoût et Tarn de Burlats à Buzet-sur-Tarn » (1 364 ha), couvrant 24 communes du département.

## Urbanisme

### Typologie
Au 1er janvier 2024, Saint-Paul-Cap-de-Joux est catégorisée bourg rural, selon la nouvelle grille communale de densité à sept niveaux définie par l'Insee en 2022.
Elle est située hors unité urbaine et hors attraction des villes,.

### Occupation des sols
L'occupation des sols de la commune, telle qu'elle ressort de la base de données européenne d’occupation biophysique des sols Corine Land Cover (CLC), est marquée par l'importance des territoires agricoles (89,7 % en 2018), une proportion sensiblement équivalente à celle de 1990 (90,1 %). La répartition détaillée en 2018 est la suivante : 
terres arables (79,9 %), zones agricoles hétérogènes (9,8 %), forêts (7,4 %), zones urbanisées (2,9 %), prairies (0,1 %). L'évolution de l’occupation des sols de la commune et de ses infrastructures peut être observée sur les différentes représentations cartographiques du territoire : la carte de Cassini (XVIIIe siècle), la carte d'état-major (1820-1866) et les cartes ou photos aériennes de l'IGN pour la période actuelle (1950 à aujourd'hui).

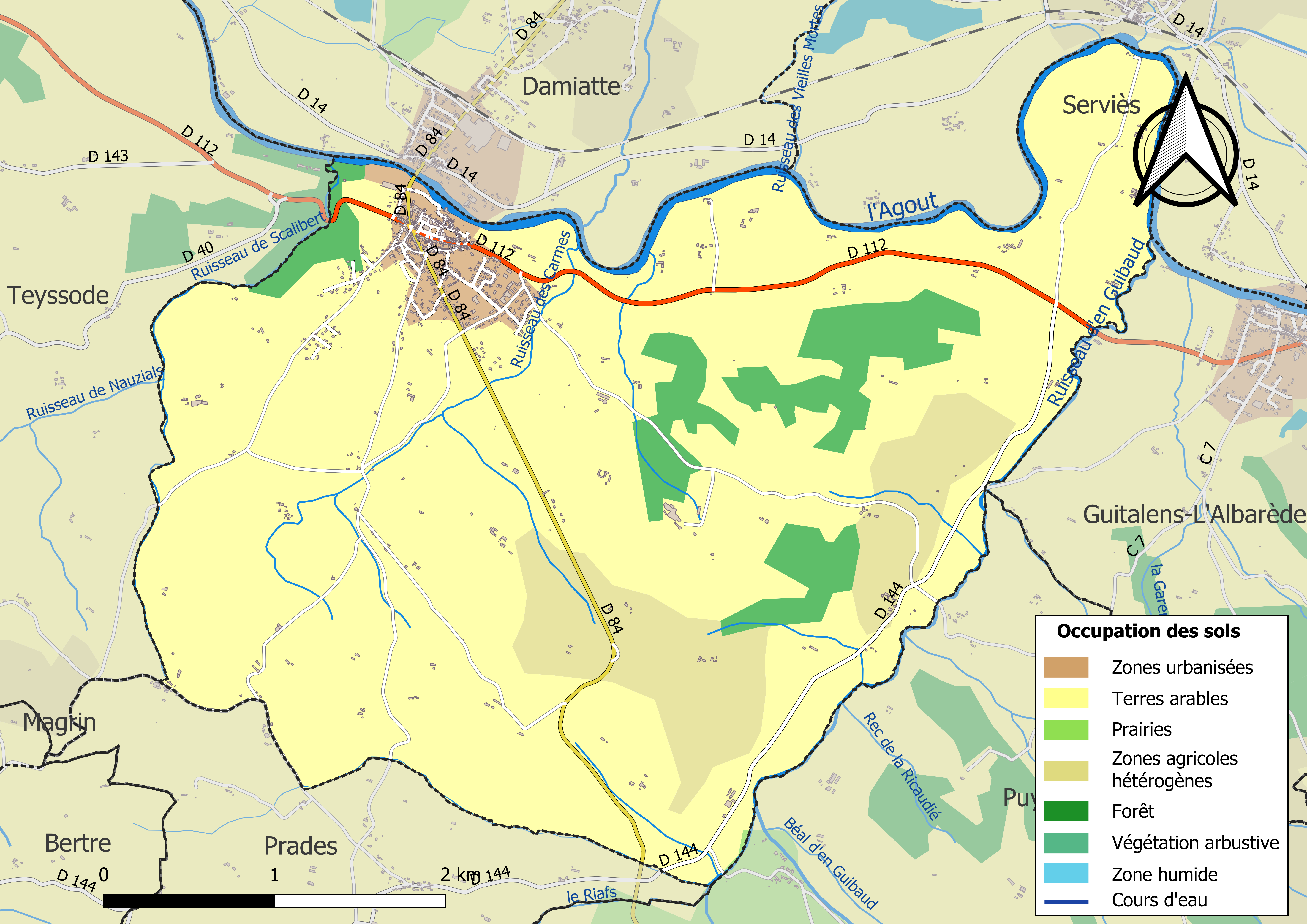
Carte des infrastructures et de l'occupation des sols de la commune en 2018 (CLC).

### Risques majeurs
Le territoire de la commune de Saint-Paul-Cap-de-Joux est vulnérable à différents aléas naturels : météorologiques (tempête, orage, neige, grand froid, canicule ou sécheresse), inondations, mouvements de terrains et séisme (sismicité très faible). Il est également exposé à deux risques technologiques,  le transport de matières dangereuses et la rupture d'un barrage. Un site publié par le BRGM permet d'évaluer simplement et rapidement les risques d'un bien localisé soit par son adresse soit par le numéro de sa parcelle.

#### Risques naturels
Certaines parties du territoire communal sont susceptibles d’être affectées par le risque d’inondation par débordement de cours d'eau, notamment l'Agout et le ruisseau d'en Guibaud. La cartographie des zones inondables en ex-Midi-Pyrénées réalisée dans le cadre du XIe Contrat de plan État-région, visant à informer les citoyens et les décideurs sur le risque d’inondation, est accessible sur le site de la DREAL Occitanie. La commune a été reconnue en état de catastrophe naturelle au titre des dommages causés par les inondations et coulées de boue survenues en 1982, 1995, 1996, 1999 et 2013,.
Saint-Paul-Cap-de-Joux est exposée au risque de feu de forêt. En 2022, il n'existe pas de Plan de Prévention des Risques incendie de forêt (PPRif). Le débroussaillement aux abords des maisons constitue l’une des meilleures protections pour les particuliers contre le feu,.

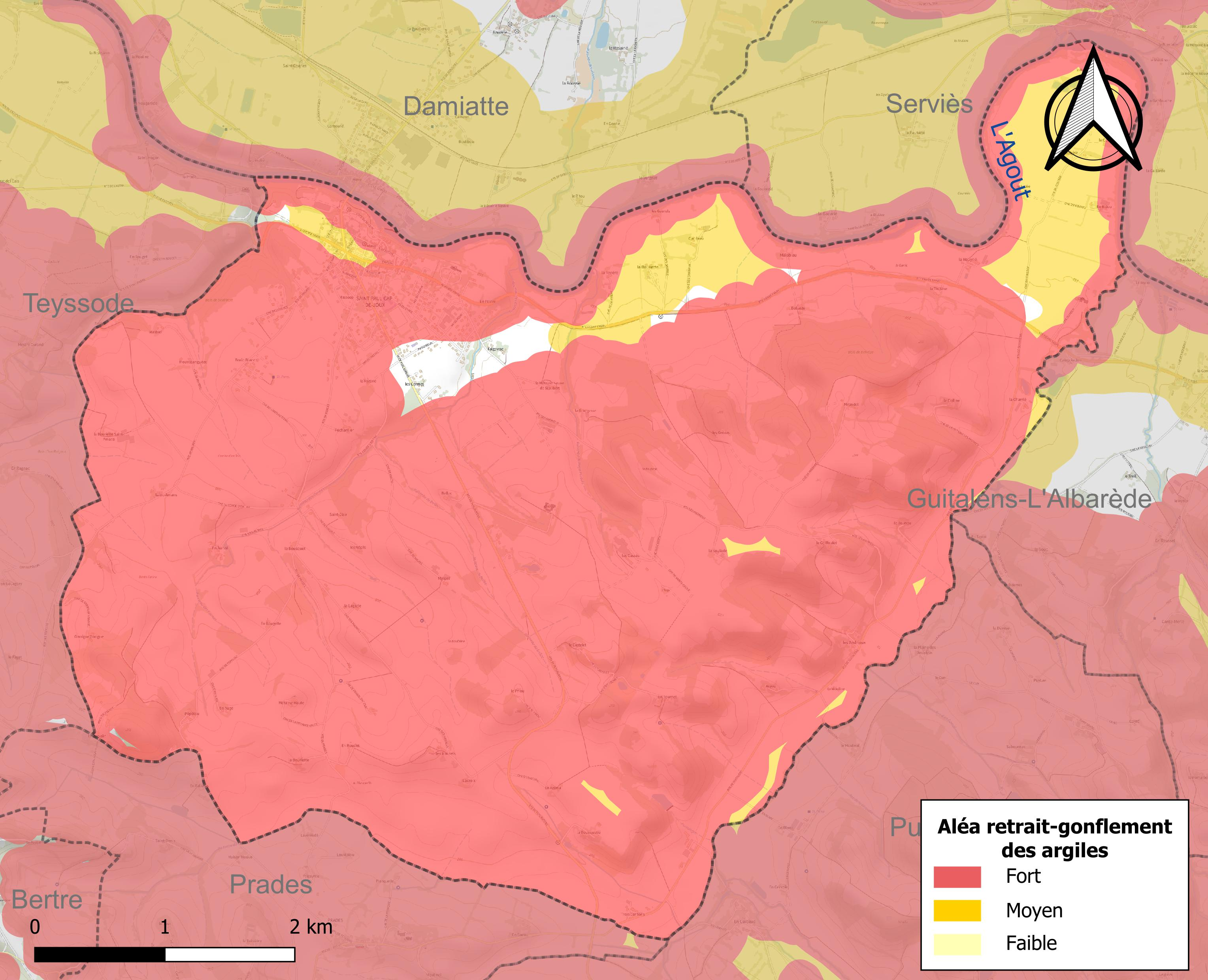
Carte des zones d'aléa retrait-gonflement des sols argileux de Saint-Paul-Cap-de-Joux.

La commune est vulnérable au risque de mouvements de terrains constitué principalement du retrait-gonflement des sols argileux. Cet aléa est susceptible d'engendrer des dommages importants aux bâtiments en cas d’alternance de périodes de sécheresse et de pluie. 98,4 % de la superficie communale est en aléa moyen ou fort (76,3 % au niveau départemental et 48,5 % au niveau national). Sur les 516 bâtiments dénombrés sur la commune en 2019, 481 sont en aléa moyen ou fort, soit 93 %, à comparer aux 90 % au niveau départemental et 54 % au niveau national. Une cartographie de l'exposition du territoire national au retrait gonflement des sols argileux est disponible sur le site du BRGM,.
Par ailleurs, afin de mieux appréhender le risque d’affaissement de terrain, l'inventaire national des cavités souterraines permet de localiser celles situées sur la commune.

#### Risques technologiques
Le risque de transport de matières dangereuses sur la commune est lié à sa traversée par des infrastructures routières ou ferroviaires importantes ou la présence d'une canalisation de transport d'hydrocarbures. Un accident se produisant sur de telles infrastructures est susceptible d’avoir des effets graves sur les biens, les personnes ou l'environnement, selon la nature du matériau transporté. Des dispositions d’urbanisme peuvent être préconisées en conséquence.
La commune est en outre située en aval d'un barrage de classe A. À ce titre elle est susceptible d’être touchée par l’onde de submersion consécutive à la rupture de cet ouvrage.

## Histoire
Avant 1891, la commune était communément appelée Saint-Paul-de-Damiatte.
Le village aux origines gallo-romaines a été rasé et brûlé durant les guerres de Religion.
En 1585 Henri de Navarre passe à Saint-Paul. Le futur roi de France Henri IV y signera le manifeste de Saint-Paul avec le gouverneur du Languedoc, Henri Ier, duc de Montmorency.
En 1622, Saint-Paul sert de base arrière au chef des protestants de la région, Henri de Bourbon, marquis de Malauze, pendant le siège de Briatexte durant les rébellions huguenotes.

### Héraldique
| Saint-Paul-Cap-de-Joux | Son blasonnement est : D'argent au paon de sinople, au chef d'azur chargé de trois fleurs de lys d'or. |

## Politique et administration

### Liste des maires
| Période                                  | Période   | Identité                | Étiquette | Qualité                                                                               |
| ---------------------------------------- | --------- | ----------------------- | --------- | ------------------------------------------------------------------------------------- |
| avant 1988                               | ?         | Gilbert Léarte          |           |                                                                                       |
| mars 2001                                | mars 2008 | André Jouqueviel        |           |                                                                                       |
| mars 2008                                | en cours  | Laurent Vandendriessche | PS        | Conseiller général puis départemental vice-président du conseil départemental du Tarn |
| Les données manquantes sont à compléter. |           |                         |           |                                                                                       |

## Démographie
| 1793 | 1800 | 1806  | 1821  | 1831  | 1836  | 1841  | 1846  | 1851  |
| ---- | ---- | ----- | ----- | ----- | ----- | ----- | ----- | ----- |
| 872  | 906  | 1 032 | 1 097 | 1 182 | 1 282 | 1 225 | 1 240 | 1 253 |

| 1856  | 1861  | 1866  | 1872  | 1876  | 1881  | 1886  | 1891  | 1896  |
| ----- | ----- | ----- | ----- | ----- | ----- | ----- | ----- | ----- |
| 1 179 | 1 195 | 1 194 | 1 231 | 1 216 | 1 213 | 1 191 | 1 113 | 1 057 |

| 1901  | 1906  | 1911  | 1921 | 1926  | 1931  | 1936  | 1946 | 1954 |
| ----- | ----- | ----- | ---- | ----- | ----- | ----- | ---- | ---- |
| 1 055 | 1 068 | 1 064 | 973  | 1 001 | 1 026 | 1 025 | 999  | 927  |

| 1962 | 1968 | 1975 | 1982 | 1990 | 1999 | 2005 | 2006  | 2010  |
| ---- | ---- | ---- | ---- | ---- | ---- | ---- | ----- | ----- |
| 956  | 920  | 963  | 898  | 924  | 960  | 987  | 1 007 | 1 071 |

| 2015  | 2020  | 2022  | - | - | - | - | - | - |
| ----- | ----- | ----- | - | - | - | - | - | - |
| 1 110 | 1 067 | 1 060 | - | - | - | - | - | - |

## Économie

### Revenus
En 2018, la commune compte 471 ménages fiscaux, regroupant 1 054 personnes. La médiane du revenu disponible par unité de consommation est de 19 990 € (20 400 € dans le département).

### Emploi
|                | 2008   | 2013   | 2018  |
| -------------- | ------ | ------ | ----- |
| Commune        | 10,5 % | 10,9 % | 9,8 % |
| Département    | 8,2 %  | 9,9 %  | 10 %  |
| France entière | 8,3 %  | 10 %   | 10 %  |

En 2018, la population âgée de 15 à 64 ans s'élève à 633 personnes, parmi lesquelles on compte 73,3 % d'actifs (63,5 % ayant un emploi et 9,8 % de chômeurs) et 26,7 % d'inactifs,. En  2018, le taux de chômage communal (au sens du recensement) des 15-64 ans est inférieur à celui de la France et du département, alors qu'en 2008 la situation était inverse.
La commune est hors attraction des villes,. Elle compte 199 emplois en 2018, contre 213 en 2013 et 231 en 2008. Le nombre d'actifs ayant un emploi résidant dans la commune est de 408, soit un indicateur de concentration d'emploi de 48,7 % et un taux d'activité parmi les 15 ans ou plus de 50,3 %.
Sur ces 408 actifs de 15 ans ou plus ayant un emploi, 88 travaillent dans la commune, soit 22 % des habitants. Pour se rendre au travail, 81,1 % des habitants utilisent un véhicule personnel ou de fonction à quatre roues, 5,8 % les transports en commun, 7,1 % s'y rendent en deux-roues, à vélo ou à pied et 6,1 % n'ont pas besoin de transport (travail au domicile).

### Activités hors agriculture

#### Secteurs d'activités
86 établissements sont implantés  à Saint-Paul-Cap-de-Joux au 31 décembre 2019. Le tableau ci-dessous en détaille le nombre par secteur d'activité et compare les ratios avec ceux du département,.
| Secteur d'activité                                                                                        | Commune | Commune | Département |
| Secteur d'activité                                                                                        | Nombre  | %       | %           |
| --- | ------- | ------- | ----------- |
| Ensemble                                                                                                  | 86      | 100 %   | (100 %)     |
| Industrie manufacturière, industries extractives et autres                                                | 16      | 18,6 %  | (13 %)      |
| Construction                                                                                              | 5       | 5,8 %   | (12,5 %)    |
| Commerce de gros et de détail, transports, hébergement et restauration                                    | 26      | 30,2 %  | (26,7 %)    |
| Information et communication                                                                              | 1       | 1,2 %   | (2,1 %)     |
| Activités financières et d'assurance                                                                      | 1       | 1,2 %   | (3,3 %)     |
| Activités immobilières                                                                                    | 2       | 2,3 %   | (4,2 %)     |
| Activités spécialisées, scientifiques et techniques et activités de services administratifs et de soutien | 10      | 11,6 %  | (13,8 %)    |
| Administration publique, enseignement, santé humaine et action sociale                                    | 19      | 22,1 %  | (15,5 %)    |
| Autres activités de services                                                                              | 6       | 7 %     | (9 %)       |

Le secteur du commerce de gros et de détail, des transports, de l'hébergement et de la restauration est prépondérant sur la commune puisqu'il représente 30,2 % du nombre total d'établissements de la commune (26 sur les 86 entreprises implantées  à Saint-Paul-Cap-de-Joux), contre 26,7 % au niveau départemental.

#### Entreprises et commerces
Les deux entreprises ayant leur siège social sur le territoire communal qui génèrent le plus de chiffre d'affaires en 2020 sont : 
- Euro-Garage, entretien et réparation de véhicules automobiles légers (435 k€)
- La Petite Boulangerie, boulangerie et boulangerie-pâtisserie (103 k€)

### Agriculture
La commune est dans le Lauragais tarnais, une petite région agricole située dans le sud-ouest du département du Tarn. En 2020, l'orientation technico-économique de l'agriculture  sur la commune est la polyculture et/ou le polyélevage. 
|               | 1988 | 2000 | 2010  | 2020  |
| ------------- | ---- | ---- | ----- | ----- |
| Exploitations | 34   | 31   | 24    | 19    |
| SAU (ha)      | 916  | 963  | 1 072 | 1 328 |

Le nombre d'exploitations agricoles en activité et ayant leur siège dans la commune est passé de 34 lors du recensement agricole de 1988  à 31 en 2000 puis à 24 en 2010 et enfin à 19 en 2020, soit une baisse de 44 % en 32 ans. Le même mouvement est observé à l'échelle du département qui a perdu pendant cette période 58 % de ses exploitations,. La surface agricole utilisée sur la commune a quant à elle augmenté, passant de 916 ha en 1988 à 1 328 ha en 2020. Parallèlement la surface agricole utilisée moyenne par exploitation a augmenté, passant de 27 à 70 ha.

## Culture locale et patrimoine

### Lieux et monuments
- Église Saint-Paul de Saint-Paul-Cap-de-Joux, du XIXe siècle. L'édifice a été inscrit au titre des monuments historiques en 2008[41]. Plusieurs objets sont référencés dans la base Palissy (voir les notices liées)[41].
- Chapelle Sainte-Cécile de Plane Sylve de Saint-Paul-Cap-de-Joux.
- Motte de Nassalit ou En Assalit. La motte est implantée au sommet d'un coteau situé sur le versant ouest de la ligne de crête séparant les bassins de l'Agout et du Girou. De forme elliptique, deux fois plus longue que large, elle mesure  30 m de long, 15 m de large et a une hauteur de 6 à 7 m. Ses flancs, abrupts, sont bordés par une terrasse qui a plusieurs mètres de large. À la base de la motte, on relève la présence d'effondrement, ainsi que de nombreux terriers. Selon une tradition orale, les cavités correspondraient à des souterrains dans lesquels seraient cachés des manuscrits. Selon le Centre régional d'Étude et de Documentation des Souterrains (CREDS) rien ne permet d'accréditer de l'existence d'un souterrain[42].

### Personnalités liées à la commune
- Gaston Vedel (1899-1993), héros de la résistance ;
- Jac Martin-Ferrières (1893-1972), peintre français ;
- Philippe Pinel (Saint-Paul-Cap-de-Joux 20 avril 1745, Paris 25 octobre 1826), fondateur de la psychiatrie moderne ;
- Paul Aussaresses (7 novembre 1918-décembre 2013), général de l'armée française, plus particulièrement connu pour son implication dans la bataille d'Alger durant la guerre d'Algérie.
- Jean Rivière (1853-1922), sculpteur toulousain y possède la ferme du Souc.
- Hélène Rivière (1896-1977), peintre et fille du précédent, a réalisé plusieurs peintures autour de la ferme.

## Vie pratique

### Activités sportives
Le club de tennis de table Ping Saint Paulais évolue de la Départementale 3 à la Régionale 4 et compte 143 licenciés à l'été 2013.

## Pour approfondir